# Wagimo sulgeri
Wagimo sulgeri is een vlinder uit de familie van de Lycaenidae. De wetenschappelijke naam van de soort werd als Thecla sulgeri in 1908 gepubliceerd door Charles Oberthür.